# 片思い (Jungle Smileの曲)
『片思い』（かたおもい）は、Jungle Smileの2枚目のシングル。本作で初めてオリコンにチャートインした。

## 収録曲
1. 片思い (5:03)
作詞：高木郁乃・芹沢類、作曲：吉田ゐさお、編曲：吉田ゐさお・小森茂生
テレビ朝日「紺野美沙子の科学館」エンディングテーマ曲。
2010年にLoveがカバーした（下記参照）。
2. あの頃の海 (5:08)
作詞：高木郁乃、作曲：吉田ゐさお、編曲：吉田ゐさお
3. 片思い (お稽古用)
インストゥルメンタル。本作以降、シングルのインストゥルメンタルに限りネーミングの表記がお稽古用となるのが恒例となる。

## 収録アルバム
- 虹のカプセル (#1,2)
- 夏色シネマ (#1、リミックスバージョン)
- ジャンスマポップ 〜シングル集〜 (#1)

## Loveによるカバー
「片思い」（かたおもい）は、Loveの4枚目のシングル。2010年9月8日に発売。発売元はソニー・ミュージックアソシエイテッドレコーズ。

### 収録曲
CD
1. 片思い
（作詞：高木郁乃・芹沢類 / 作曲：吉田功）
  - Jungle Smileの2ndシングルのカヴァー曲
  - 第43回日本有線大賞 新人賞 受賞曲
2. 君の横顔～Eternal First Love～
（作詞：森田理子 / 作曲：表誠治）
  - 映画『恋するナポリタン』応援ソング
3. 君のために僕ができること
（作詞：Love / 作曲：Hiroo Yamaguchi）
4. 大切なキモチ～恋愛ver.～
（作詞：EXILE ATSUSHI / 作曲：Hiroo Yamaguchi）
5. 片思い -Instrumental-
6. 君の横顔～Eternal First Love～ -Instrumental-
7. 君のために僕ができること -Instrumental-
8. 大切なキモチ～恋愛ver.～ -Instrumental-

### 初回生産限定盤DVD
1. 片思い -Video Clip-
2. ただ一つの願いさえ -Live Tour 2010-
3. せつない サミシイ 悲しいときも -Live Tour 2010-
4. 片思い -Live Tour 2010-
5. ずっと... -Live Tour 2010-